# Hasta pura
Hasta pura или „чисто копие“ (също и hasta donatica: „почетно копие“) е сред първите споменати военни награди на Древен Рим.
Това е било дървено копие без острие, което се печели (през ранната и средната република), когато е убит враг извън заповяданата битка. По време на Принципата копието е със златно или сребърно острие и наградата се дава не само за военни успехи.
През късната република hasta pura се дава само на висши офицери (от примипил, primus pilus или старши центурион нагоре). Преди това обикновен войник също е могъл да я получи.
По времето от император Клавдий тя става типичен знак на служещите във войската конници (рицари). След 217 г. hasta-та изчезва от източниците надписи.